# Castor Jaramillo Arrubla
Castor Jaramillo Arrubla (Salento, 13 de abril de 1914 - Bogotá, 1978) fue un abogado laboralista y político colombiano, miembro del Partido Conservador Colombiano, representante de la corriente moderada del Ospinopastranismo.
Jaramillo destacó como abogado del campo laboralista, siendo magistrado de la Corte Suprema de Justicia, participando como redactor de un proyecto de código laboral (que nunca llegó a expedirse) y árbitro en la cámara de comercio de Bogotá.
Como político, Jaramillo fue nombrado gobernador de su departamento natal, y luego ministro de trabajo durante la dictadura militar, y luego en la presidencia de Guillermo León Valencia, sirviendo también como canciller para ese gobierno. Fue el primer gobernador del joven departamento de Caldas.
Jaramillo fue uno de los más activistas conservadores que entraron en abierta contradicción con el expresidente Laureano Gómez y su corriente lauranista.

## Biografía
En 1932 se graduó como abogado en la Universidad del Cauca y especialista en derecho laboral. Para 1935 fue nombrado juez civil de Pereira.
Nombrado por el gobierno de Mariano Ospina Pérez como parte de una comisión para elaborar un nuevo Código sustantivo y procesal del trabajo, que fue rechazado. En 1948 trabajo como abogado en la Cámara de Comercio de Bogotá. 

### Gobernador de Caldas (1949-1950)
El 28 de abril de 1949, el presidente Mariano Ospina Pérez lo nombró gobernador del departamento de Caldas (en ese entonces la unión de Caldas, Quindío y Risaralda). Jaramillo enfrentó un clima de violencia y recrudencimiento de las disputas bipartidistas, presentándose masacres en los municipios de Arauca en 1949, y Quinchía en 1950.  
Jaramillo y Ospina trataron la situación como un ajuste de cuentas de las autoridades con las denominadas chusmas comunistas y liberales, y se acusa a Jaramillo de no querer atender las preocupaciones de los caldenses que se consideraban liberales. En 1950, Jaramillo sentó las bases de la Universidad de Manizales, creando las facultades de agronomía y medicina veterinaria.
Es nombrado decano de la Facultad de Derecho de la Pontificia Universidad Javeriana en 1950. En 1951 es elegido senador de la República. 

### Ministro del Trabajo (1954-1956)
El general Gustavo Rojas Pinilla lo llamó para que fuera su ministro de Trabajo, posesionandose el 8 de agosto de 1954, al cumplirse el primer año de gobierno del general. Participó en la creación del Servicio Nacional de Aprendizaje (SENA), y estuvo en el cargo hasta el 19 de septiembre de 1956.
En 1959 es elegido magistrado de la Corte Suprema de Trabajo. 

### Ministro de Trabajo (1963-1964)
En el gobierno de Guillermo León Valencia, Jaramillo regresó al ministerio del trabajo como cuota conservadora del Frente Nacional, ocupando el cargo desde el 24 de enero de 1963.

### Canciller de Colombia (1965-1966)
Posteriormente luego sería nombrado ministro de Relaciones exteriores el 2 de septiembre de 1965, y por tanto teniendo derecho a ser ejercer la presidencia en caso de ausencia del presidente Valencia, por expreso mandato de la Constitución.

### Gobernador de Risaralda (1967)
Jaramillo fue nombrado el 10 de enero de 1967 por el presidente Carlos Lleras Restrepo, como primer gobernador del recientemente creado departamento de Risaralda, creado con su apoyo el 1 de diciembre de 1966, por medio de la ley 70 de 1966, que el ayudó a promover.
Pese a que sólo permaneció en el cargo 9 meses, ser el primer gobernador del departamento significó un hito histórico para ese departamento. Fue un ferreo enemigo de la independencia del municipio de Dosquebradas, uno de los más importantes del departamento.

### Últimos años
En 1978 fue candidato a la Cámara de Representantes por Risaralda, pero no fue elegido pues murió ese mismo año a los 66 años de edad.